# Referendum o neovisnosti Crne Gore 2006.
Referendum o neovisnosti Crne Gore održan je 21. svibnja 2006. godine. Nekoliko puta je bio odgađan, među ostalim na zahtjeve Europske unije (još 2004. godine). S 55,5 % glasova za neovisnost, uz izlaznost od 86,3 %, Crna Gora je ovim referendumom zadobila neovisnost.

## Pitanje
Referendunsko pitanje je glasilo: 
"Želite li da Republika Crna Gora bude neovisna država sa punim međunarodno-pravnim subjektivitetom?".
Ponuđeni odgovori su bili DA i NE.

## Blokovi
Odgovor DA je propagirao "Blok za neovisnu Crnu Goru" na čelu sMilom Đukanovićem. 
Odgovor NE je propagirao "Blok za očuvanje Državne Zajednice Srbije i Crne Gore" na čelu s Predragom Bulatovićem.

## Uloga Europske unije i Vijeća Europe
Regularnost referendumskoga procesa je budno motrila Europska unija. 
Delegacija Parlamentarne skupštine Vijeća Europe od 15 članova pratila je referendum u Crnoj Gori.

## Pravila
Vlast i oporba u Crnoj Gori i EU usuglasili su da se referendum održi 21. svibnja 2006. godine.
Uz nazočnost EU, dogovorena su, da bi referendum bio legitiman, sljedeća pravila:
a.) izlaznost mora biti preko 50 % upisanih birača;
b.) odluku o neovisnosti DA moralo je podržati preko 55 % izašlih birača.

## Rezultati
Ukupni odaziv upisanih birača – 86,3 %.
- DA  – 55,5 %
- NE  – 44,5 %

## Proglašenje neovisnosti
Crnogorski parlament je 3. lipnja 2006. godine usvojio Odluku o nezavisnosti. 